# Epinephelus fasciatomaculosus
Epinephelus fasciatomaculosus, tên thường gọi ở Việt Nam là cá mú lưng dày hoặc cá mú dãy lưng, là một loài cá biển thuộc chi Epinephelus trong họ Cá mú. Loài này được mô tả lần đầu tiên vào năm 1865.

## Phân bố và môi trường sống
E. fasciatomaculosus có phạm vi phân bố rộng rãi ở Tây Thái Bình Dương. Loài này được tìm thấy từ miền nam Nhật Bản, dọc theo bờ biển phía đông và nam Trung Quốc trải dài xuống phía nam đến tỉnh Bình Thuận, Việt Nam, và phạm vi của chúng còn trải rộng từ đảo Đài Loan đến khắp Philippines và phía bắc đảo Borneo. Cá trưởng thành sống xung quanh các rạn san hô và các bãi đá ngầm ở độ sâu khoảng từ 15 đến 30 m.

## Mô tả
E. fasciatomaculosus trưởng thành có chiều dài cơ thể lớn nhất đo được là khoảng 30 cm. Cá mái trưởng thành tình dục khi đạt chiều dài khoảng 12,5 cm và chuyển đổi giới tính khi chúng được 2 - 3 tuổi, và đạt chiều dài khoảng 14 đến 16 cm. Thân thuôn dài, hình bầu dục, có màu nâu xám, chuyển sang màu trắng, hơi vàng hoặc hồng nhạt ở vùng dưới bụng. Đầu và thân được phủ nhiều những chấm nhỏ màu nâu vàng, nâu cam hoặc nâu. Cá con và cá đang lớn có 5 sọc màu nâu trên cơ thể. Vây đuôi bo tròn.
Số gai ở vây lưng: 11; Số tia vây mềm ở vây lưng: 15 - 17; Số gai ở vây hậu môn: 3; Số tia vây mềm ở vây hậu môn: 8; Số gai ở vây bụng: 1; Số tia vây mềm ở vây bụng: 5.
Thức ăn của E. fasciatomaculosus là các loài cá nhỏ hơn, động vật thân mềm và động vật giáp xác. Chúng sống đơn độc. E. fasciatomaculosus được đánh bắt trong nghề cá.